# Culicoides ravus
Culicoides ravus är en tvåvingeart som beskrevs av Meillon 1936. Culicoides ravus ingår i släktet Culicoides och familjen svidknott. Inga underarter finns listade i Catalogue of Life.